# Artur Kohutek
Artur Kohutek (né le 1er mai 1971 à Świecie) est un ancien athlète polonais, spécialiste du 110 m haies.

## Carrière

### Palmarès
| Date | Compétition           | Lieu     | Résultat  | Performance |
| ---- | --------------------- | -------- | --------- | ----------- |
| 1997 | Championnats du monde | Athènes  | Finaliste | DNS         |
| 1998 | Championnats d'Europe | Budapest | 5e        | 13 s 29     |
| 2002 | Championnats d'Europe | Munich   | 3e        | 13 s 32     |

### Records
Il a réalisé à deux reprises le temps de 13 s 27, à Athènes en 1997 et à Leverkusen en 1998.